# Блавацький Володимир Іванович
Володи́мир Іва́нович Блава́цький  (справжнє прізвище Трач) (15 листопада 1900, Косів — 8 січня 1953, Філадельфія, США) — український актор, режисер, антрепренер.

## Біографія
Володимир Трач народився у місті Косів на Івано-Франківщині. Театральну діяльність почав в дев'ятнадцять років. Швидко набрав майстерності і став знаним у Галичині актором. Він грав у трупах Василя Коссака, Петра Сороки, «Української бесіди», Йосипа Стадника, В. Демчишина, «Людового театру».
У сезоні 1927—1928 рр. пробує свої сили в театрі «Березіль». Долучення до досвіду театральних новацій великого реформатора української сцени Леся Курбаса надихає Блавацького на створення власного колективу. 1933 року він стає художнім керівником театру «Заграва» у Львові, багато в чому орієнтуючись на естетичні засади «Березіля». До того, що було напрацьовано в цьому театрі, зокрема репертуару, Блавацький повертатиметься все подальше життя.
Блавацький бачив розвиток української культури тільки в загальноєвропейському контексті. У своїх режисерських починаннях у 1930-х роках він намагався внести нові естетичні й етичні принципи в український театр, не залишаючи його замкнутим й однобоким. Для театру Блавацького характерний пошук втілення української класичної драматургії у нові сценічні форми, представлення найкращої сучасної української та західноєвропейської драматургії.
У період 1941—1944 роках працював у Львівському оперному театрі, де і взяв собі за театральний псевдонім Блавацький. У ті роки директором театру був Андрій Теодорович Блавацький, якому це не дуже сподобалося. На чолі Львівського оперного театру В. Блавацький першим на українській сцені створив образ Гамлета.

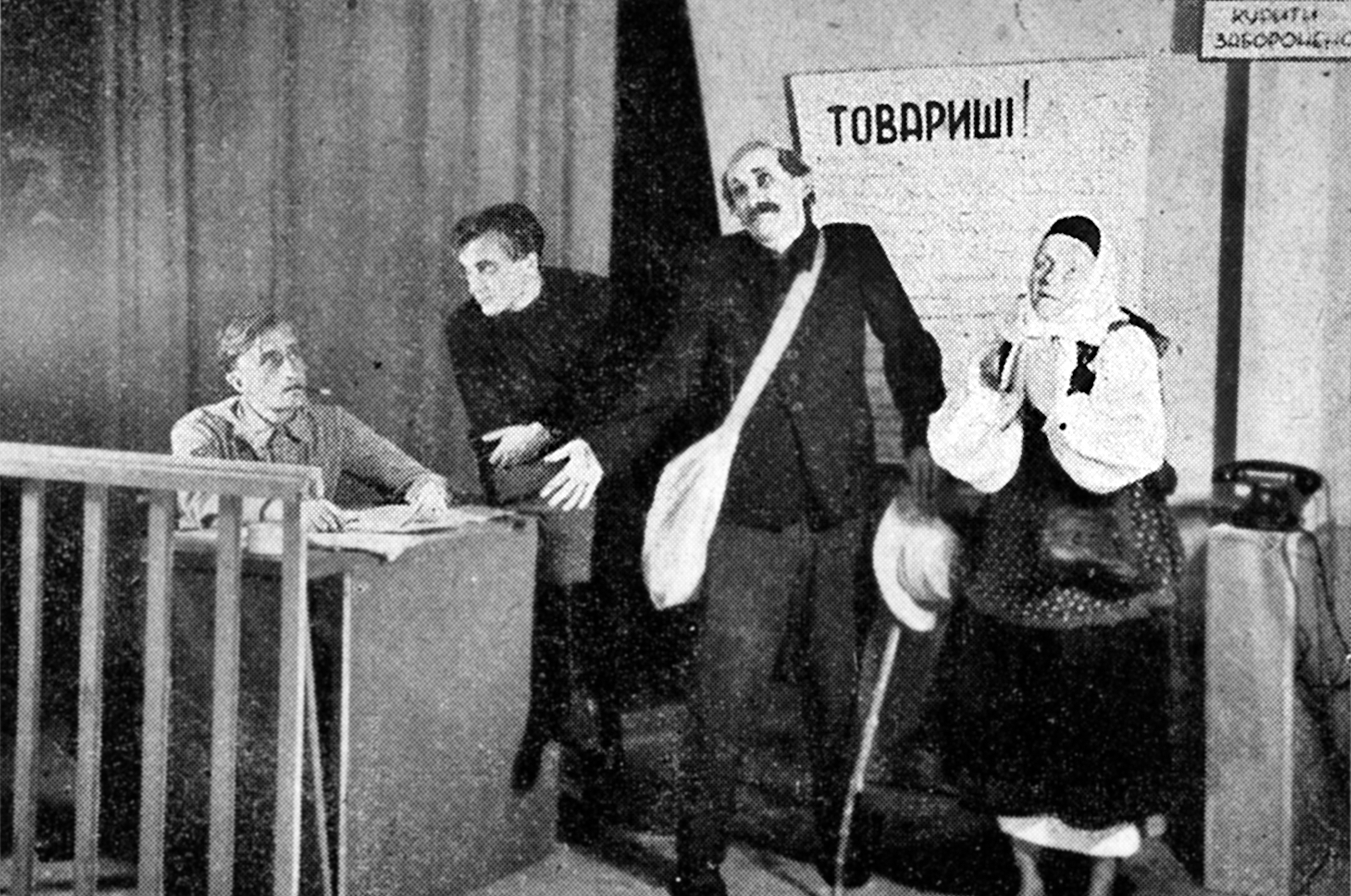
«Народний Малахій», поставлений Ансамбль українських акторів в Авґсбурзі 1946. Зліва направо: В. Карп'як (секретар), Є. Левицький, В. Блавацький (Малахій), Н. Горленко (Агапія)

З 1945 очолював Ансамблю Українських Акторів, а у 1949 Український театр В. Блавацького, сформований з колишнього Ансамблю Українських Акторів переїзді з Німеччини до США, з осідком у Філадельфії.
Свого часу очолював Раду Фізкультури.
У роки німецької окупації Львова співпрацював з цілою низкою митців: Кононів Юрій, Богдан Паздрій, Володимир Королик, Марія Степова, Віра Левицька, Євген Левицький, Євген Курило, Володимир Шашаровський, Ярослав Рудакевич, Ніна Горленко та інші. Пізніше ці митці виїхали до Німеччини, Австрії та США.
Помер у 1953 році після тривалої хвороби.